# Tufão Dolphin (2008)
O tufão Dolphin (designação internacional: 0822; designação do JTWC: 27W; designação filipina: Tufão Ulysses) foi um ciclone tropical que esteve ativo a leste das Filipinas em meados de dezembro de 2008. Sendo o vigésimo segundo e último ciclone tropical dotado de nome e o décimo primeiro e o último tufão da temporada de tufões no Pacífico de 2008, Dolphin formou-se de um ciclone extratropical a noroeste das Ilhas Marshall em 10 de dezembro. Seguindo rapidamente para oeste, o sistema não foi capaz de se intensificar rapidamente até 12 de dezembro, quando se tornou a tempestade tropical Dolphin, segundo a Agência Meteorológica do Japão (AMJ). Continuando a seguir para oeste, Dolphin continuou a se intensificar, se tornando uma tempestade tropical severa em 14 de dezembro, e um tufão durante as primeiras horas da madrugada (UTC) de 15 de setembro. A partir de então, Dolphin começou a sofrer rápida intensificação ao mesmo tempo em que começou a seguir para norte. A rápida intensificação perdurou até a madrugada (UTC) do dia seguinte, quando atingiu seu pico de intensidade de 155 km/h, segundo o Joint Typhoon Warning Center (JTWC), ou 120 km/h, segundo a AMJ. A partir de então, forte cisalhamento do vento começou a abater o sistema tropical, que seguia naquele momento para nordeste. Como consequência da degradação das condições meteorológicas, Dolphin se enfraqueceu para uma tempestade tropical severa ainda naquele dia, e para uma simples tempestade tropical em 17 de dezembro. Com a intrusão de ar mais seco, Dolphin perdeu todas as suas áreas de convecção associadas e se enfraqueceu para uma depressão tropical durante a tarde (UTC) de 18 de dezembro, momento no qual o JTWC emitiu seu aviso final sobre o sistema. A AMJ fez o mesmo horas depois, quando o sistema começou a sofrer transição extratropical.
Apesar de não atingir diretamente nenhuma área costeira, causou indiretamente vários impactos. Várias ilhas do Oceano Pacífico oeste foram atingidas por grandes ondas geradas pelo tufão. Além disso, um navio com 98 pessoas afundou próximo às Filipinas; pelo menos 47 pessoas morreram e outras 6 continuam desaparecidas.

## História meteorológica

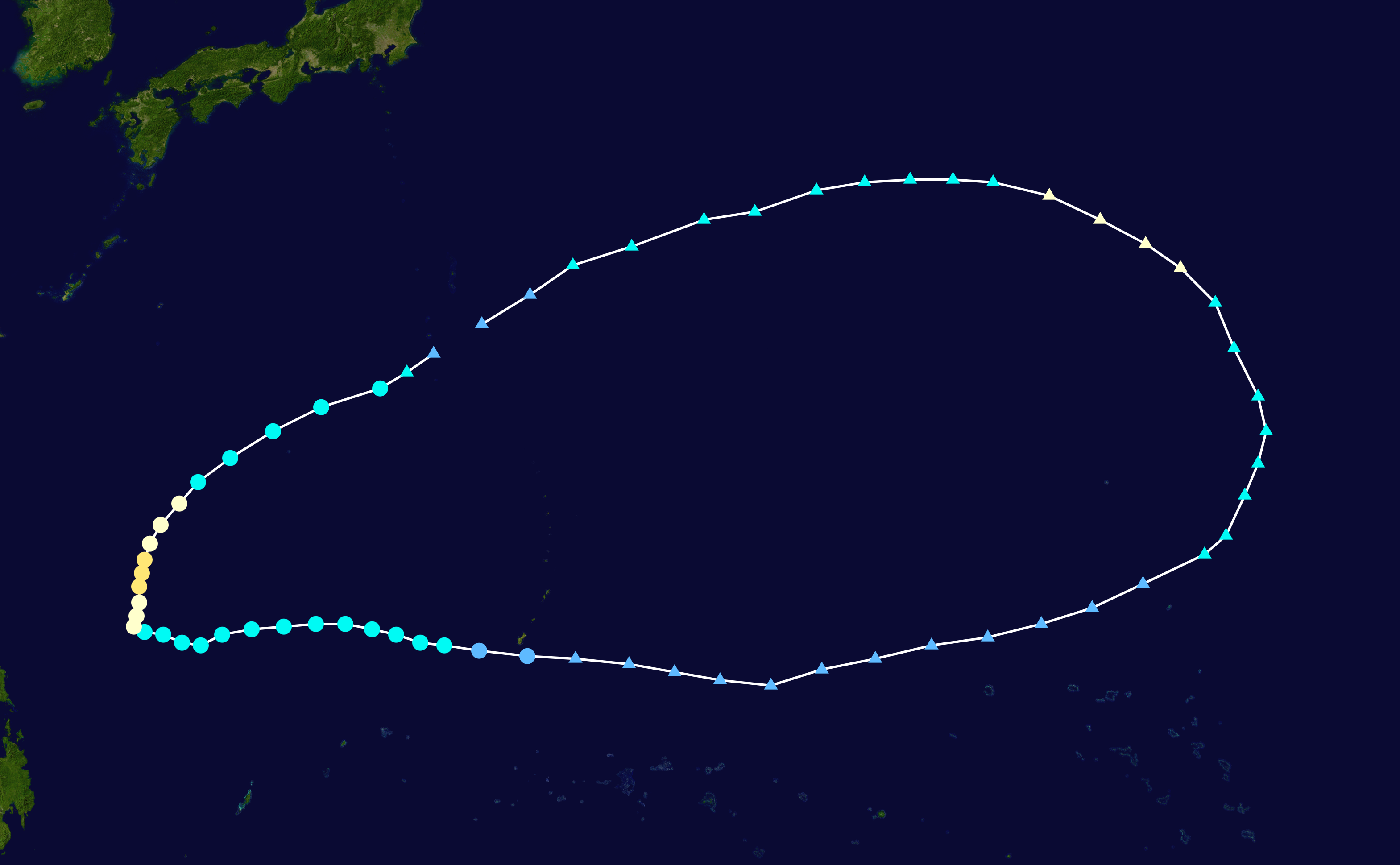
O caminho de Dolphin

Dolphin formou-se a partir de um ciclone extratropical desconectado de qualquer sistema frontal que começou a mostrar características tropicais a noroeste das Ilhas Marshall em 8 de dezembro. Além disso, áreas de convecção formadas por uma linha de cisalhamento do vento auxiliou na consolidação da perturbação. Inicialmente, o sistema não conseguiu se organizar devido ao forte cisalhamento do vento. Além disso, ar mais frio começou a afetar o centro ciclônico de baixos níveis do sistema, o que dissipou todas as áreas de convecção associadas. As condições meteorológicas adversas persistiram durante aquele dia e em 9 de dezembro. No entanto, o cisalhamento do vento e a intrusão de ar frio começaram a cessar durante as primeiras horas (UTC) de 10 de dezembro, quando a Agência Meteorológica do Japão (AMJ) classificou o sistema para uma fraca depressão tropical. O sistema continuou a se consolidar, e durante a tarde daquele dia, o Joint Typhoon Warning Center (JTWC) classificou a perturbação para a depressão tropical "27W" baseado em imagens do satélite QuikSCAT, que confirmaram que o sistema tinha se consolidado rapidamente.

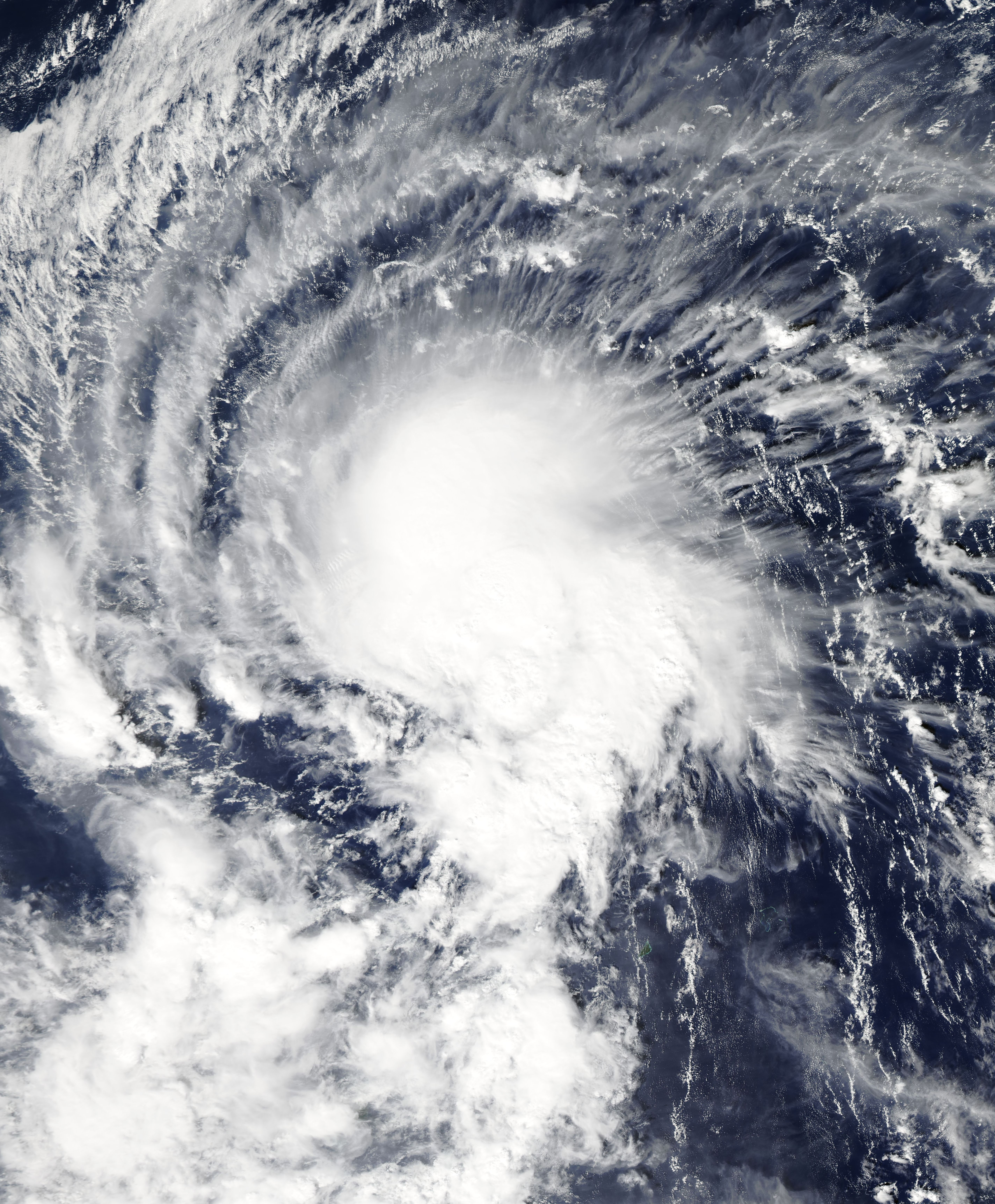
A tempestade tropical Dolphin em 12 de dezembro

Seguindo rapidamente para oeste sob a influência de uma forte alta subtropical ao seu norte, a depressão não foi capaz de se intensificar rapidamente devido à intrusão de ar mais seco vindo do nordeste. Porém, a depressão conseguiu manter a sua intensidade, apesar das condições meteorológicas desfavoráveis, até a noite (UTC) de 11 de dezembro, quando o sistema começou a mostrar sinais de intensificação com a melhora das condições meteorológicas. Com isso, o JTWC classificou o sistema para uma tempestade tropical. Com o sistema continuando a se organizar, a AMJ classificou-o como uma depressão tropical plena durante a meia-noite de 12 de dezembro. Durante aquela madrugada, o sistema começou a se consolidar rapidamente assim que uma região nebulosa densa central começou a se formar em associação ao sistema. Além disso, a tempestade começou a usar ao seu favor as correntes de vento oriundas do nordeste, que anteriormente impediam o seu desenvolvimento. Com isso, a AMJ também classificou o sistema para uma tempestade tropical horas mais tarde, atribuindo-lhe o nome "Dolphin", nome que foi submetido à lista de nomes dos tufões por Hong Kong, e significa "golfinho" em inglês. Dolphin continuou a se intensificar gradualmente assim que os fluxos de saída melhoraram pela presença de uma região de difluência atmosférica próxima ao sistema.

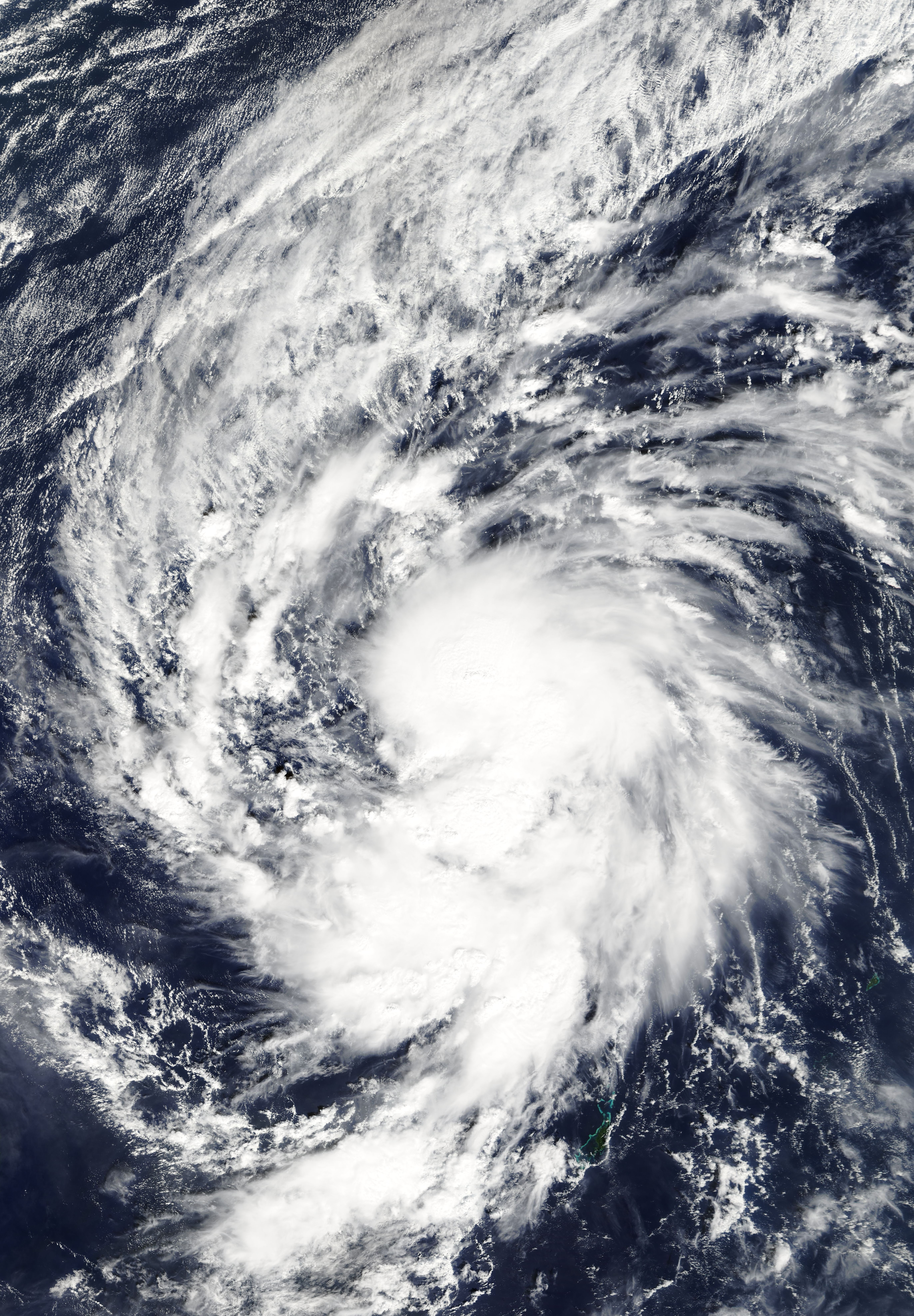
A tempestade tropical severa Dolphin em 14 de dezembro

Além disso, um anticiclone de mesoescala começou a se formar sobre a tempestade durante as primeiras horas (UTC) de 13 de dezembro, melhorando ainda mais os fluxos de saída de altos níveis. Naquela manhã, a Administração de Serviços Atmosféricos, Geofísicos e Astronômicos das Filipinas (PAGASA), a agência responsável pela meteorologia nas Filipinas, atribuiu-lhe o nome filipino de "Ulysses" assim que a tempestade adentrou à sua área de responsabilidade. Dolphin continuou a se intensificar gradualmente durante todo aquele dia, mas durante as primeiras horas (UTC) de 14 de dezembro, um cavado de baixa pressão de médios níveis próximo ao sistema começou a produzir cisalhamento do vento, o que deixou as áreas de convecção profundas associadas à tempestade menos definidas. A desorganização do sistema causou uma pequena diminuição de sua intensidade ao decorrer daquele dia. Porém, a tendência de enfraquecimento foi de curta duração e Dolphin voltou a se intensificar durante a tarde daquele dia. Com isso, a AMJ classificou Dolphin para uma tempestade tropical severa durante o início daquela noite (UTC). Com o sistema continuando a se intensificar, o JTWC classificou o sistema para um tufão durante a madrugada (UTC) de 15 de dezembro assim que a temperatura do topo das áreas de convecção profundas associadas ao sistema diminuiu ainda mais, indicando contínua intensificação.
A AMJ também classificou Dolphin para um tufão mais tarde naquele dia. A partir de então, Dolphin fez uma brusca mudança de direção para o norte assim que um cavado de baixa pressão de médias latitudes criou uma brecha na alta subtropical que havia anteriormente guiado o sistema. Ao mesmo tempo, Dolphin começou a sofrer rápida intensificação assim que os fluxos de saída providos pelo próprio cavado de baixa pressão melhoraram ainda mais. Além disso, um olho começou a ficar visível em imagens de satélite no canal micro-ondas. A rápida intensificação continuou até a madrugada de 16 de dezembro, quando Dolphin atingiu seu pico de intensidade a leste das Filipinas, com ventos máximos sustentados de 155 km/h, segundo o JTWC, ou 120 km/h, segundo a AMJ.
Dolphin conseguiu manter a sua intensidade estável por cerca de 24 horas. A partir da tarde (UTC) de 16 de dezembro, Dolphin começou a se enfraquecer gradualmente com a intrusão de ar mais seco vindo do nordeste. Como consequência, as áreas de convecção profunda começaram a diminuir e seu olho começou a desaparecer. Seguindo mais rapidamente para nordeste devido à sua interação com os ventos do oeste, Dolphin continuou a se enfraquecer gradualmente. Com isso, a AMJ desclassificou Dolphin para uma tempestade tropical severa ao meio-dia de 16 de dezembro. Porém, a tendência de enfraquecimento cessou por um breve período durante a madrugada (UTC) de 17 de dezembro devido ao aumento da organização de suas áreas de convecção. No entanto, a partir daquela tarde, Dolphin voltou a se enfraquecer gradualmente assim que o cisalhamento do vento aumento e começou a retirar as áreas de convecção profunda associadas ao sistema para fora do centro ciclônico de baixos níveis. Com isso, o JTWC também desclassificou Dolphin para uma tempestade tropical. Durante o início daquela noite (UTC), a AMJ novamente desclassificou Dolphin, agora para uma simples tempestade tropical. O forte cisalhamento do vento continuou a abater o sistema, que se enfraqueceu para uma depressão tropical durante a tarde (UTC) de 18 de dezembro, segundo o JTWC. Com isso, o JTWC emitiu seu aviso final sobre o sistema. Horas mais tarde, a AMJ também emitiu seu aviso final sobre o sistema assim que a área de baixa pressão remanescente de Dolphin começou a sofrer transição extratropical.

## Preparativos e impactos
Apesar de não atingir diretamente nenhuma área costeira, causou indiretamente vários impactos. Várias ilhas do Oceano Pacífico oeste foram atingidas por grandes ondas geradas pelo tufão. Além disso, um navio com 98 pessoas afundou próximo às Filipinas; pelo menos 47 pessoas morreram e outras 6 continuam desaparecidas.